# اچ‌ام‌اس شفیلد (اف۹۶)
اچ‌ام‌اس شفیلد (اف۹۶) (به انگلیسی: HMS Sheffield (F96)) یک کشتی است که طول آن ۱۴۸٫۱ متر (۴۸۶ فوت) می‌باشد. این کشتی در سال ۱۹۸۶ ساخته شد.